# Вирджиния Гутьеррес де Пинеда
Вирджиния Гутьеррес де Пинеда (4 ноября 1921, Эль Сокорро, Сантандер — 2 сентября 1999, Богота) — выдающийся колумбийский антрополог, пионер колумбийской семейной и медицинской антропологии.

## Биография
Образование получила в Национальном институте педагогики (Universidad Pedagógica Nacional de Colombia), Нормальной Высшей школе дошкольного и базового образования при Национальном университете Колумбии и колумбийском Национальном технологическом институте, где в 1944 году получила научную степень в области антропологии.
Продолжила учёбу в области социальной и медицинской антропологии в аспирантуре Калифорнийского университете в Беркли (1953—1954), в 1962 году защитила степень доктора философии по социальным наукам и экономике в Национальном университете педагогики.

## Награды и признания
- Медаль им. Камило Торреса (1963)
- В 1967 году была признана «Женщиной года» в Колумбии.
- В 1968 году награждена премией Алехандро Анхеля Эскобара.
- медаль межамериканского конгресса семьи (1983)
- В 2015 году её изображение помещено на банкноту Колумбии достоинством 10 000 песо.

## Избранные публикации
- La medicina popular en Colombia
- Razones de un arraigo (1961)
- Organización social en la Guajira
- La familia en Colombia: estudio antropológico (1962).
- Familia y cultura en Colombia (1963)
- Causas culturales de la mortalidad infantil
- La medicina popular en Colombia: razones de su arraigo (1964).
- Estructura, función y cambio de la familia en Colombia (1976).